# Tiberianus typicus
Tiberianus typicus är en insektsart som beskrevs av William Lucas Distant. Tiberianus typicus ingår i släktet Tiberianus och familjen hornstritar. Inga underarter finns listade i Catalogue of Life.